# Maria Teresa Pelegrí i Marimon
|  | Aquest article tracta sobre la compositora. Si cerqueu la directora i guionista, vegeu «Teresa Pelegrí (cineasta)». |

Maria Teresa Pelegrí i Marimon (Barcelona, 4 de març del 1907 - 18 de març del 1995) va ser una compositora catalana.

## Biografia
Estudià música de jove, encara que la seva família no tenia cap vincle amb aquest món. Després de casar-se, abandonà l'activitat musical que reprengué vint anys més tard. Aleshores continuà els estudis amb els mestres Joan Gibert Camins i Carles Pellicer i Boulanger (piano), Josep Poch i Garriga (harmonia, contrapunt i fuga), Josep Soler i Sardà (composició) i Carles Guinovart i Rubiella (música del segle XX). Prengué interès i estudià a fons el llenguatge musical de l'expressionista Segona Escola de Viena.
Va ser autora de l'òpera inèdita Herodes und Mariamne (1979), sobre la tragèdia original de Friedrich Hebbel, de la qual només se n'han estrenat dos fragments l'abril de 1981 al Palau de la Música Catalana. També va compondre obres per a orquestra, banda, orquestra de cámbra, conjunt instrumental, piano sol, veu i piano, i música religiosa. El 1977 guanyà el premi Ciutat de Barcelona de música per les Tres peces per a orquestra, estrenades l'1 d'abril de 1978 interpretades per l'Orquestra Ciutat de Barcelona dirigida per Joan Guinjoan. Antoni Besses Bonet enregistrà Tres peces per a piano el 1984.
Pelegrí fou membre de l'Associació Catalana de Compositors des del 1977 fins a la seva mort. La seva obra Dos piezas para piano van se inclosa en el recopilatori Llibre per a piano editat per l'esmentada associació.

Un any després de la seva mort, concretament al juny del 1996, el seu antic professor Josep Soler i Sardà donà a la Biblioteca de Catalunya el fons documental Teresa Pelegrí, amb un cert nombre de partitures. En un article, Benet Casablancas havia descrit l'estil de la compositora com:
| «                          | La música de Pelegrí, fortament arrelada en la tradició del darrer romanticisme, utilitza normalment la sèrie dodecafònica que, en les seves pròpies paraules –Llibre per a piano, ja esmentat–: "sacrifica, si és necessari, per afavorir la idea musical". Tot això en un discurs que tendeix preferentment a l'horitzontalitat (...) | » |
| — Benet Casablancas (1983) | |   |

## Obres[3][5][6][8][9]
- Agustiniana (1989)
- Dos canciones para coro mixto (1976), sobre textos de William Blake. Conté: Infant Joy; Spring. 8'
- 4 Chansons sentimentales: Le coucher du soleil romantique, d'un poema de Charles Baudelaire; L'heure exquise, amb lletra de Paul Verlaine; Autome [sic per "Automne"], sobre un poema de Guillaume Apollinaire; Saisir, lletra de Jules Supervielle. 6'
- Concierto para violín y orquesta (1986)
- Contrastes para orquesta
- [Primer] Cuarteto de Cuerda (1974), per a 2 violins, viola i violoncel
- Segundo Cuarteto de Cuerda (1984), per a 2 violins, viola i violoncel
- Tercer Cuarteto de Cuerda (1984), per a 2 violins, viola i violoncel
- Cuarteto para música XXI (1979), per a clarinet, piano, viola i violoncel. 12'. Estrena: Solars Vortices, sota la direcció de Jean-Pierre Dupuy; Centre Cultural de la Fundació La Caixa (Bacelona), 9 de novembre de 1985
- Diàlegs (1994), per a piano i orquestra simfònica. Estrena: Cecile Ousset i Orquestra Simfònica de Barcelona i Nacional de Catalunya, sota la direcció d'Edmón Colomer; Palau de la Música Catalana, 28 de gener de 1994
- Duetto, per a violoncel i piano
- Fantasía para un teclado
- Fantasía para cuarteto (1988)
- Herodes und Mariamne (1979-1984), òpera en dos actes, segons textos de la tragèdia de Friedrich Hebbel
- 4 Ideas en Cien Compases (1976)
- Dos impromptus (1978), per a piano. 6'. Estrena: Eulàlia Solé; 14 de febrer de 1978.
- Indivisus (1980), per a flauta, clarinet, 2 tropetes, violí, violoncel, contrabaix, piano i percussió . 4'
- Memento (1978), per a orgue. 4'
- Movimiento sinfónico (1986). 18'. Estrena: Orquestra Ciutat de Barcelona, sota la direcció d'Alexandre Myrat (Barcelona, 5 d'abril de 1986)
- Música para piano, contrabajo y percusión (1977). 7'
- Música per a sis, encàrrec de la "Mostra Catalana de Música Contemporània"
- Música per a viola i piano
- Passacaglia (1985), per a banda. 6'
- Pater noster (1976), per a baríton i orgue. 4'
- Pieza para clarinete (1977). 5' Estrena: 2004
- Dos piezas para piano (1981)
- Dos piezas para viola y cinco instrumentos (1978). 14'. Estrena: Guillermo Perich (Illinois, 24 d'abril de 1979)
- Tres piezas para orquesta (1976). 8'. Estrena: Orquestra Ciutat de Barcelona, sota la direcció de Joan Guinjoan (Barcelona, 1 d'abril de 1977). Obtingué el Premi Ciutat de Barcelona de Música.
- Tres peces per a piano (1979)[n 2]
- Siete piezas para pequeña orquesta (1986). 6'
- Poema trágico (1978), inspirat en La casa de Bernarda Alba de Federico García Lorca. Estrena: Orquestra Ciutat de Barcelona, sota la direcció de Michel Decoust (Barcelona, 20 de març de 1983)
- Praeludium for Marimba (1978). 5'. Estrena: Peter Sadlo (Barcelona, 29 de gener de 1981).
- Praeludium und Tiento (1975), per a orgue. 4'. Estrena: Montserrat Torrent (Vilafranca del Penedès, 26 de desembre de 1975)
- Requiem (1976)
- Sexteto para cuerda y piano (1985)
- Sinfonieta (1986), per a flauta, oboè, clarinet, 2 Fagots i corda. 9'
- Solo para vibráfono (1989)
- Suite para piano (1986). 7'
- Trío para clarinete, violín y piano (1976). 9'. Estrena: Trio Bartok (Barcelona, 30 de febrer de 1977)
- Tríptico (1985). 7'
- Tríptico celeste (1977), per a orgue. 7'
- Variaciones para orquesta (1975). 18'
- Wind un percussion (1981). 12'. Conté: 1. Dos piezas para percusión solo; 2. Cuatro piezas para percusión y un instrumento cada una

Altres obres que consten registrades a la Sociedad General de Autores y Editores són les següents:
- Calor de juventud
- Esclava fiel
- Juguetes